# Bonini
Bonini este o localitate din comuna Koper, Slovenia, cu o populație de 452 de locuitori.